# 周順昌
周 順昌（しゅう じゅんしょう、1584年 - 1626年）は、明代の官僚。字は景文、号は蓼洲。本貫は蘇州府呉県。

## 生涯
1613年（万暦41年）、進士に及第した。福州府推官に任じられた。1614年（万暦42年）、治税監の高寀の部下の爪牙を捕え、猶予しなかった。高寀は民衆反乱を激化させ、福建巡撫の袁一驥を辱めてその二子を人質に取り、副使の呂純如をも人質にした。ある人が順昌を身代わりの人質にしようと意見したが、順昌は受け入れず、呂純如はこのことで順昌に恨みを抱いた。順昌は吏部稽勲主事に抜擢された。1622年（天啓2年）、吏部文選員外郎となり、吏部文選主事を代行した。ほどなく暇乞いをして帰郷した。
1623年（天啓3年）、蘇松十府巡撫の周起元が魏忠賢に逆らって官籍を削られると、順昌は文を作って周起元に送った。1625年（天啓5年）、魏大中が逮捕されて呉県の呉門を通ると、順昌は餞別のために出向き、3日ともに寝起きして、順昌の娘を魏大中の孫にとつがせることを許された。魏忠賢と通じた旗尉が同行していたが、順昌は目をいからせて「おまえは世間に死を恐れない男子がいるのを知らないのか。帰って魏忠賢に語るがいい。わたしはもと吏部郎の周順昌である」といい、戟を握って魏忠賢の名を呼び、罵ってやまなかった。旗尉は帰ると、魏忠賢に報告した。魏忠賢の義子にあたる御史の倪文煥は魏忠賢の指示を受けて、順昌が罪人と婚姻関係を結び、賄賂を蔵匿していると誣告した。魏忠賢は天啓帝の命と偽って、順昌の官爵を剥奪した。さらに呂純如はかつての恨みから順昌を誣告した。
1626年（天啓6年）、順昌は周起元らとともに逮捕された。不正に得た財産3000を蔵匿しているとの嫌疑を着せられ、錦衣衛の許顕純による拷問を受けた。6月17日、獄中で死去した。享年は43。1627年（天啓7年）、崇禎帝が即位し、倪文煥が処刑されると、順昌は名誉回復されて太常寺卿の位を追贈され、忠介と追諡された。

## 子女
- 周茂蘭（長男、字は子佩、宮殿を訪れて父の冤罪を訴えた。崇禎帝が順昌に追贈した後も、茂蘭はさらに上疏して、三世にわたって誥命を給り、建てた祠堂に額を賜るよう請願した。崇禎帝はこれらを許可し、前後に惨死した諸臣にもみなこの例にならわせた。茂蘭は学問を好んで、官につかず、北京陥落後は隠居して外出せず、寿命を全うした）